# Inmigración italiana en Nicaragua

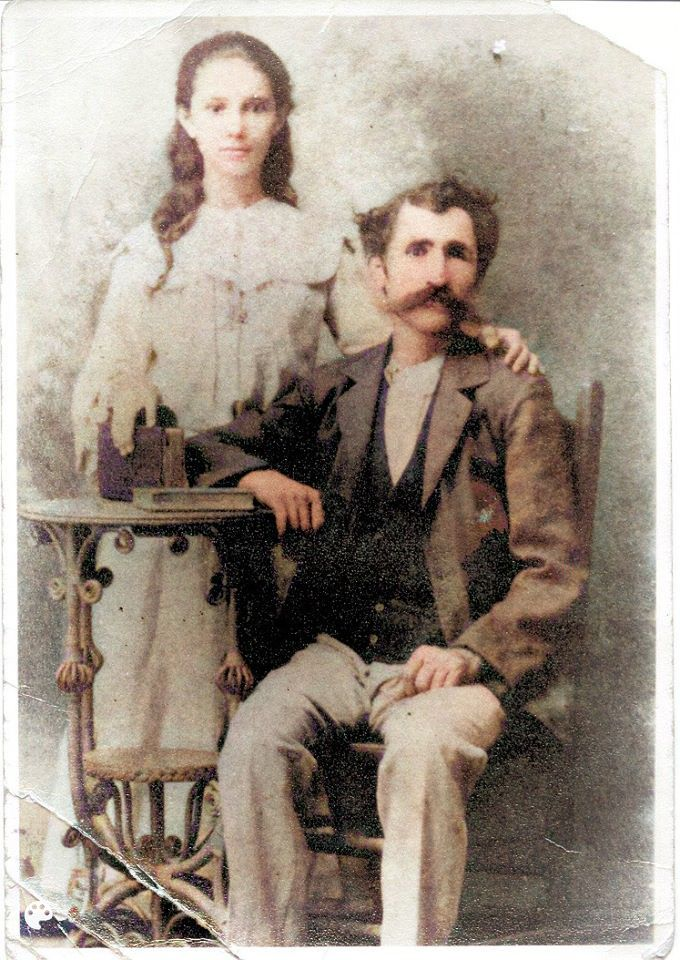
Inmigrantes italianos en 1904 Nicaragua: Bernardo Giliberti y su hija Catalina

La Inmigración italiana en Nicaragua fue reducida inicialmente (cuando pocos italianos fueron aceptados en territorios del imperio español), pero creció' en importancia a finales del siglo XIX/principios del siglo XX. 

## Historia
Inicialmente fueron unas docenas los italianos que se trasladaron a Nicaragua en los siglos XV/XVI/XVII y XVIII. Casi todos eran marineros, religiosos y soldados, que en algunos casos tuvieron hijos con muchachas indias del territorio. 
Luego de las guerras de independencia de Nicaragua, empezaron a emigrar desde Italia unos pocos centenares de comerciantes y agricultores, especialmente en el área de Managua y del norte de Nicaragua.

La colonia italiana en Nicaragua se fue formando poco a poco y desde tiempos bastante remotos, y se originó en el siglo XIX a partir de comerciantes que venían a este país a traficar especialmente en la exportación de añil y madera, y que luego se convirtieron en exportadores de café. Importantes empresas de navegación a vapor los lagos y ríos de Nicaragua fueron tomados entonces por capitalistas italianos y, como suele suceder, las principales firmas llamaron a empleados italianos a Nicaragua, que con el tiempo se hicieron una posición independiente e lograron casi todos unos buenos negocios. Así, la colonia italiana aumentó gradualmente en número, y al mismo tiempo en importancia y riqueza. Las propiedades rurales italianas en Nicaragua quizás no sean tan numerosas como las de la colonia alemana, pero son muy bien cultivada; consisten generalmente en plantaciones de café en los distritos de Managua y Matagalpa y su valor es de alrededor de un millón y medio de liras (de 1909), incluyendo ganado y minas de oro. Capital italiano también está empleado en la "Nicaragua Sugar States Lt.", la mayor plantación de caña de azúcar -con una refinería y destilería contiguas- que existe en Nicaragua. Además de la agricultura, los italianos ejercen también el comercio y las profesiones libres, de modo que en la pequeña colonia italiana no faltan médicos, contadores, arquitectos, agrimensores, comerciantes, que tengan un buena posicion económica y social. También hay mecánicos,jardineros, fruteros, etc.. R. Campari

Pero con la gran emigración italiana acaecida luego de la unificación de Italia, fueron muchos los italianos (casi todos varones) que vinieron a Nicaragua. Eran agricultores y artesanos en su mayoría, con algunos profesionales (ingenieros, arquitectos, etc..). Muchos fueron al área cafetalera de Matagalpa y Estelí, donde en 1908 habían casi 200 familias de italianos (casados com mujeres nicaragüenses, según el consulado italiano en Managua).

Solo se hizo un intento de inmigración italiana organizada: una sola vez y en pequeñas proporciones. En el año de 1896 la Compañía Azucarera "Nicaragua Sugar States Lt.", trajo a Nicaragua unos cuarenta emigrantes italianos; pero el resultado desastroso, sobre todo por el hecho de que en Italia fueron reclutados para ser empleados en el trabajo agrícola a personas que nunca habían sido agricultores. El desenlace fue el que cabía esperar: los emigrantes fueron conducidos en las plantaciones de caña de azúcar, donde generalmente reina el paludismo con todas sus consecuencias, y -aunque estaban bien alojados y bien alimentados y asistidos gratuitamente por médicos- no resistieron el clima y la malaria. Algunos murieron, otros fueron repatriados y otros más se asentaron en diversas partes de la República. Consul en Managua R. Campari

Los italianos fueron bien vistos por todos los nicaragüenses desde el siglo XIX y en la primera mitad del siglo XX la comunidad italiana había conseguido ser aceptada por los niveles más altos de la sociedad nicaragüense y gozaba de una buena situación económica. 
Hasta hubo un Presidente de Nicaragua cuya descendencia por parte de madre era italiana: Vicente Cuadra Lugo, famoso por su honestidad.
Cabe señalar que en 1934 algunos italianos de Nicaragua (miembros de las llamadas "Camisas Azules") apoyaron la dictadura de Somoza por su parecido al Fascismo de Mussolini. Encabezaban las Camisas Azules fascistas intelectuales de primera talla en el mundo de las letras nicaragüenses: Diego Manuel Chamorro, Octavio Rocha, Armando Castillo, etc.. algunos emparentados con italo-nicaragüenses.
En 1941 el Gobierno de Nicaragua provocó una ola de persecución contra los alemanes en Nicaragua, pero los italianos no fueron perseguidos (ni siquiera los que militaron en las Camisas Azules, ya que estaban vinculados al dictador Somoza).
Actualmente viven unos 200 italianos en Nicaragua.

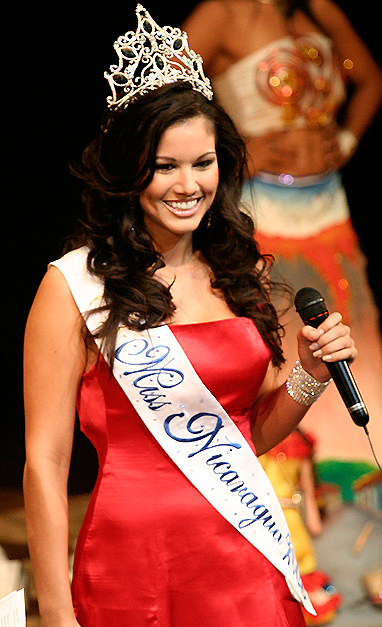
Cristiana Frixione, miss Nicaragua 2006

Según el informe de 2015 de la Organización Internacional para las Migraciones (OIM), los italianos son la quinta población europea residente en Nicaragua, que proviene principalmente de los siguientes países.
| Lugar | País         | 2015 |
| ----- | ------------ | ---- |
| 1     | España       | 460  |
| 2     | Alemania     | 300  |
| 3     | Países Bajos | 267  |
| 4     | Rusia        | 194  |
| 5     | Italia       | 190  |

En febrero del 2023, la Embajada de Italia en Managua calculaba que hay unos 100.000 descendientes de Italianos en Nicaragua, casi todos concentrados en la capital y alrededores.

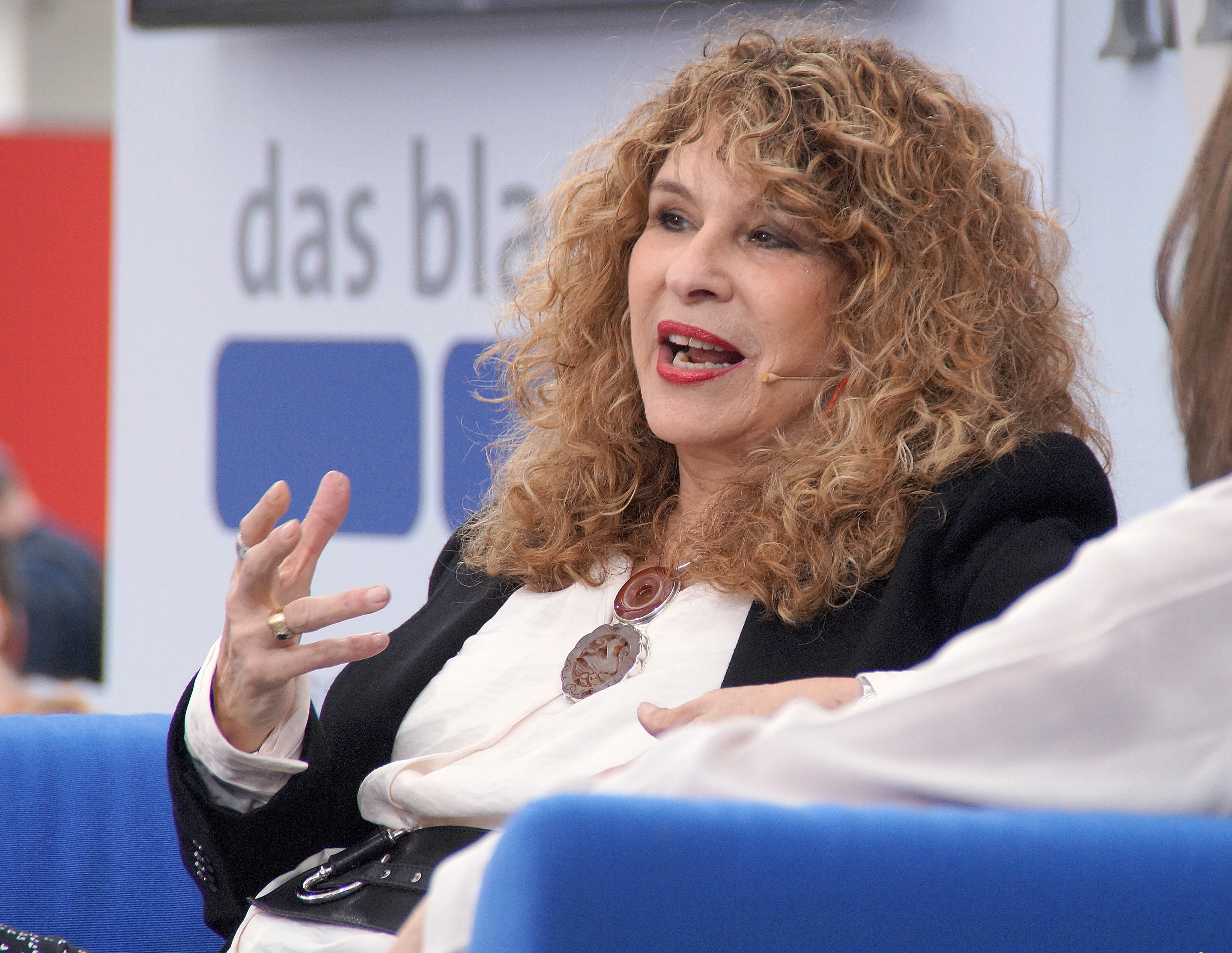
Gioconda Belli, en la "Feria del libro" de Leipzig 2016

## Italo-nicaragüenses famosos
- Vicente Cuadra Lugo. Presidente de Nicaragua desde  1871 a 1875 (su madre Ana R. Lugo era originaria de Italia).
- Gioconda Belli. Escritora, periodista y poeta.[4]
- Irma Prego. Escritora
- Neftalí Cortés Celebertti. Religioso
- Lillian Molieri. Actriz
- Cristiana Frixione. Modelo; Miss Nicaragua en el 2006
- Patricia Belli. Poeta, narradora y artista plástica